# Fresnes-en-Saulnois
Fresnes-en-Saulnois – miejscowość i gmina we Francji, w regionie Grand Est, w departamencie Mozela.
Według danych na rok 1990 gminę zamieszkiwało 175 osób, a gęstość zaludnienia wynosiła 14 osób/km² (wśród 2335 gmin Lotaryngii Fresnes-en-Saulnois plasuje się na 870. miejscu pod względem liczby ludności, natomiast pod względem powierzchni na miejscu 449.).